# Compagnie du chemin de fer de Morteau à Maîche

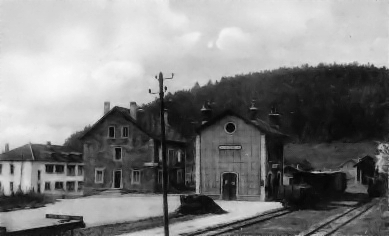
La gare de Maîche.

La Compagnie du chemin de fer de Morteau à Maîche (MM) a été créée pour construire et exploiter une ligne de chemin de fer à voie métrique dans le département du Doubs.
La compagnie du chemin de fer de Morteau à Maîche est formée le 25 avril 1901. Elle se substitue à Mrs Schlumberger et Chappuis, concessionnaires du chemin de fer. Elle changera de raison sociale en décembre 1903. Elle devient la compagnie des chemins de fer régionaux de Franche-Comté.

## Ligne
- Morteau - Maîche (34 km), ouverture en 1905[2], fermeture en 1952.

## Matériel roulant
- N° 4 à 7, locomotives 030T Corpet-Louvet : N° constructeur (946-949) 1904.